# Ademar Marques
Pour les articles homonymes, voir Ademar.
Ademar Moreira Marques, plus communément appelé Ademar, est un footballeur portugais né le 4 mars 1959 à Lisbonne. Il évoluait au poste de milieu de terrain.

## Biographie

### En club
Formé au Sporting Portugal, il débute sous les couleurs du club lisboète lors de la saison 1977-1978. Avec les lions, il est sacré Champion du Portugal en 1980 et en 1982 et remporte deux Coupes du Portugal en 1978 et 1982,,.
En 1983, il s'engage avec le CS Marítimo. Il ne reste qu'une saison au club avant de rejoindre le FC Porto,,.
Avec le club portiste, il est à nouveau Champion du Portugal en 1985 ,,.
En 1985, il rejoint le CF Belenenses. Il ne passe là encore qu'une unique saison pour évoluer au Vitória Setúbal pour la saison 1986-1987,,.
Il évolue durant les six dernières années de sa carrière au Sporting Farense,,.
Il dispute au total 279 matchs pour 29 buts marqués en première division portugaise,.
En compétitions européennes, il dispute six matchs de Coupe des clubs champions, neuf matchs de Coupe UEFA et deux matchs de Coupe des vainqueurs de coupe.

### En équipe nationale
International portugais, il reçoit deux sélections pour un but marqué en équipe du Portugal entre 1981 et 1983.
Le 16 décembre 1981, il joue contre la Bulgarie (défaite 2-5 à Haskovo).
Le 8 juin 1983, il joue contre le Brésil (défaite 0-4 à Coimbra).

## Palmarès
| Sporting Portugal - Championnat du Portugal (2) : - Champion : 1979-80 et 1981-82. - Coupe du Portugal (2) : - Vainqueur : 1977-78 et 1981-82. |  | FC Porto - Championnat du Portugal (1) : - Champion : 1984-85. |